# Inmigración en Paraguay
La migración en Paraguay ha sido históricamente antigua, ya que ha tenido períodos de emigración, así como grandes contingentes de inmigrantes, en su mayoría provenientes de Europa y Oriente Próximo.
En la época colonial, durante el siglo xix, el país luchó una guerra  que redujo la población de 800 000 a 150 000 habitantes, teniendo que levantarse de la ruina y repoblar, en algunos casos desde cero, su territorio con el auxilio de los nuevos inmigrantes, recibiendo de esta manera entre 450 000 y 500 000 inmigrantes aproximadamente, cuya proporción quedara en 7:3 respecto de los paraguayos supervivientes a la guerra. Diluyéndose así la ascendencia guaraní, mas no la cultura guaraní, que ha logrado subsistir en gran medida hasta nuestros días.
En el siglo xx, Paraguay continuó recibiendo inmigrantes, sobre todo europeos que fugaban las guerras ocurridas en el Viejo Mundo, buscando mejores condiciones de vida y paz. Varios grupos de inmigrantes se pueden encontrar entre los que se instalaron en Paraguay, como los españoles, alemanes (algunos de los cuales son menonitas), italianos, franceses, polacos, ucranianos, árabes (en su mayoría sirios y libaneses) y judíos, entre otros.
El complejo mosáico étnico de Paraguay fue retratado en la película documental Soy paraguayo.

## Historia

### La época colonial
Los primeros europeos en llegar a lo que hoy es territorio paraguayo fueron los españoles y los portugueses, quienes dejaron una herencia cultural tangible, incluso, en nuestros días. De hecho, Aleixo García (también conocido en español como Alejo García), considerado el descubridor de Paraguay, fue un navegante y explorador portugués al servicio de la Corona española.
En el transcurso de los siglos XVII y XVIII, Paraguay fue un país de acogida de españoles y portugueses. 
Entre los años 1537 y 1600 llegaron a tierras paraguayas entre europeos, a partir de estos años, no ha habido un flujo migratorio importante hasta finales del siglo XVIII. Muchos de estos europeos regresaron u otros encontraron la muerte. La emigración femenina no ha representado un fuerte porcentaje entre los primeros grupos de conquistadores hasta finales del siglo xviii. 
Paraguay era considerado una locación de tránsito hacia el famoso El Dorado, hacia las sierras del Plata. Luego del descubrimiento de Potosí y toda la región de Lima en el Perú. Los conquistadores no han encontrado otra alternativa que asentarse en el Paraguay. La primera riqueza para ellos fue la mano de obra indígena, el país no contaba con yacimientos de oro ni otro metal precioso. Por otra parte, lo que marcará también el Paraguay es su carácter de frontera con Argentina, Bolivia y Brasil, no poseyendo costa de mar. 
Fueron los españoles quienes a partir de 1556 se encontraron entre los primeros habitantes y sus descendientes. La encomienda existiría en Paraguay hasta su independencia en 1811. Hasta 1776, fecha de creación del Virreinato del Río de la Plata, Paraguay perteneció al Virreinato del Perú, con Lima su capital. Durante este período Paraguay fue moño lingüístico, es decir, se hablaba solo el idioma guaraní y otras lenguas de la región. 
La llegada e implantación de los españoles en Paraguay dejó una herencia de la organización del sistema socioeconómico, político y cultural del país. Se fundaron ciudades y pueblos en diferentes lugares del territorio. La mayoría de ellos conservan su nombre de origen. El nacimiento de los más importantes pueblos corresponde aproximadamente al período comprendido entre los años de 1537 y 1840.
La emigración en el siglo XIX no se parece más a la emigración en tiempos pasados, en que los aventureros buscaban e invadían regiones, se instalaban donde encontraban abundancia de pesca, de caza, y en los mejores bosques. Tampoco ya tiene similitud con la del siglo xvi en que se invadían y destruían los pueblos indígenas para ampararse del oro o de otras riquezas. En esta época más reciente, primó la aventura de conquistar un bienestar de cosas personales

### La época republicana
Paraguay, lejos de perder su reputación de ser un país poco acogedor luego de su independencia en 1811, bajo el gobierno del doctor Francia (1814-1840) tenía una atracción particular para los sabios naturalistas de Europa occidental, además para los viajeros ávidos de aventuras, de descubrir el Nuevo Mundo.
Entre estos se puede mentar al científico naturalista francés Aimé Bonpland. Otros médicos, Johann Rudolf Rengger y Marcellin Longchamp, llegaron a Paraguay el 30 de julio de 1819 y recién en mayo de 1825 les fue permitido abandonar el país. A la muerte del doctor Francia, Paraguay se encontró en la necesidad de abrir el país a la inmigración. 

#### Los pioneros

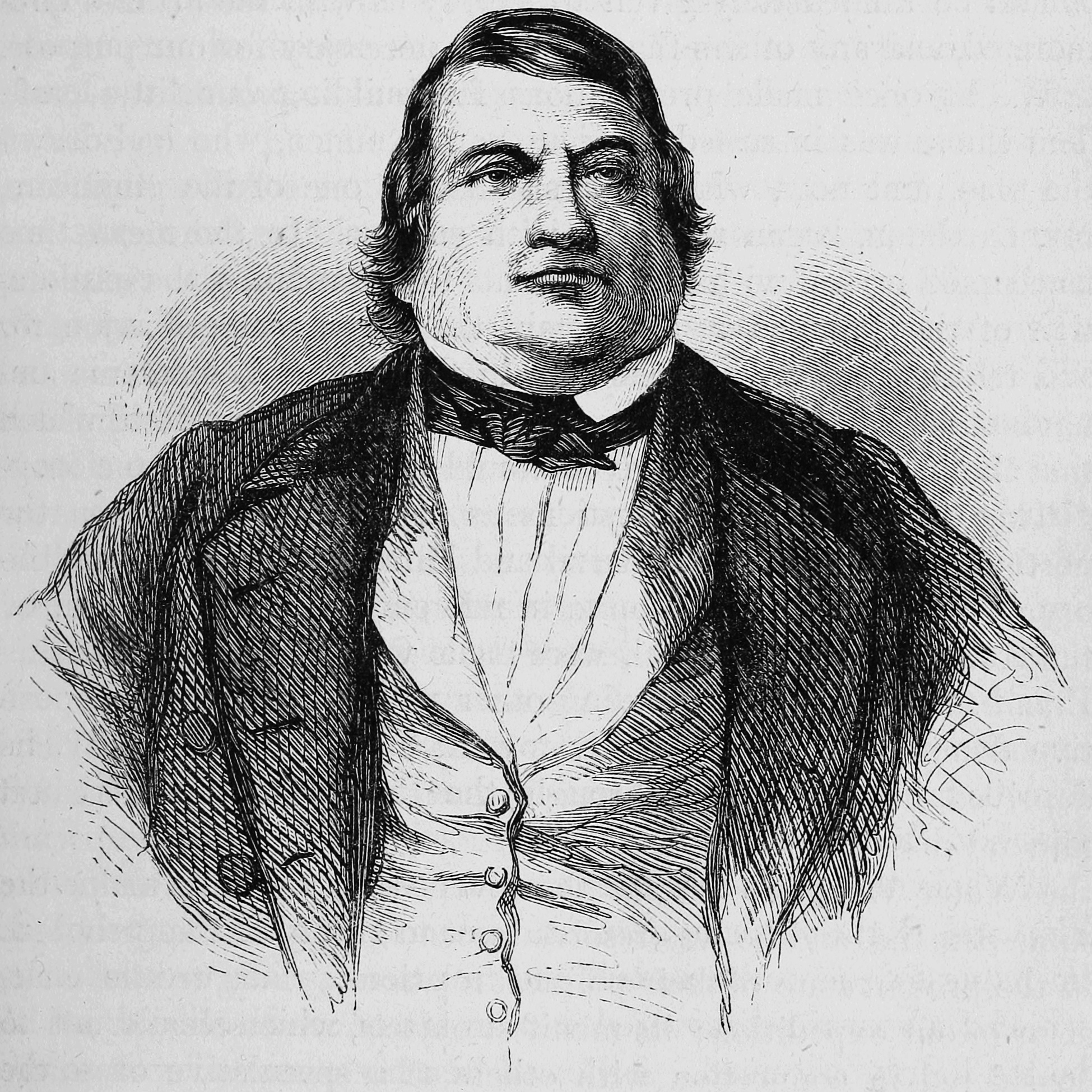
Carlos Antonio López.

Bajo el gobierno de Carlos Antonio López, Paraguay experimentó una importante apertura en lo internacional. A esta internacionalización, el país tuvo la experiencia de la primera colonización de inmigrantes europeos. Esta entrada al país de colonos extranjeros ha sido una necesidad imperativa para el desarrollo económico.
En efecto, si en la primera época, bajo el gobierno del Dr. Francia, se privilegiaba la seguridad interior y con mayor énfasis en las fronteras con Argentina y Brasil, con el nuevo gobierno de Carlos A. López se estimula la inmigración para trabajar la tierra. Este cambio fue muy importante atendiendo a que el contexto geopolítico local también había evolucionado, desde el momento en que los países de la región y algunos países europeos reconocieron finalmente la independencia de Paraguay. 

Una de las colonizaciones pioneras fue la colonia Nouvelle Bordeaux (Nueva Burdeos). Esta colonia establecida en el Chaco en la época de Carlos A. López, se caracterizó por su breve existencia. Los inmigrantes llegaron entre 1855 y 1856, a finales de este año fue disuelta la colonia.
 En 1855, unos 419 vascos franceses fueron los  primeros inmigrantes extranjeros no españoles que llegaron a Paraguay. Habían partido del puerto de Burdeos en el buque Aquitaine, adquirido ex profeso por el general Francisco Solano López.

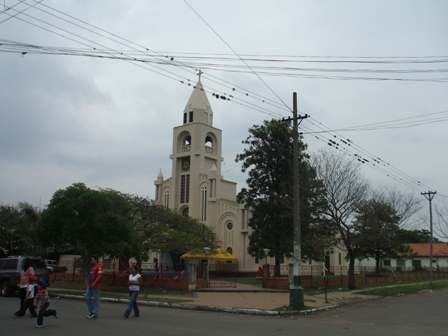
Vista del templo parroquial de Villa Hayes, antigua colonia francesa.

Para el efecto, López había ofrecido entre 1000 y 2000 hectáreas a cada uno de los inmigrantes que «vinieran a hacer la América».
La venida de los primeros inmigrantes coincidió con la apertura del río Paraguay a los buques paraguayos después de dos décadas de bloqueo para su circulación hasta el Río de la Plata, la única vía marítima de acceso a Asunción.
López, que acompañó a los inmigrantes en su barco Tacuary, también trajo consigo a su mujer irlandesa Elisa Alicia Lynch, con la que procreó cinco hijos hasta la tragedia de la Guerra que destruyó completamente al país.
Los colonos llegan a Asunción en 1856 en tres embarcaciones en diferentes etapas luego de un largo y traqueteado viaje. Los 419 emigrantes se instalaron en las tierras adjudicadas por el gobierno. En sus inicios todo se desarrollaba normalmente con los cultivos.
Luego comenzaron las dificultades, hubo quejas sobre el clima, disconformidad con la fertilidad de la tierra, inclusive por el tipo de alimento que consumían. En fin, un caos y mal entendidos con el gobierno paraguayo sobre todo lo que se han comprometido realizar en el acuerdo firmado.
Finalmente, hubo deserciones, arrestos de algunos emigrantes, enfrentamientos epistolares entre las autoridades paraguayas y la diplomacia francesa a través de su Encargado Consular en Asunción.
Las relaciones entre la colonia y el gobierno se habían deteriorado tanto, que el presidente Carlos A. López no encontró otra solución que anular el contrato firmado con los colonos.
En realidad el poco suceso de la colonia fue debido principalmente a la calidad del reclutamiento que se ha efectuado en Burdeos. Entre los cuatrocientos colonos elegidos, solo una minoría, el 26% estaba apta para la agricultura. Al disolverse la colonia, la mayoría emigraron a la Argentina, pero a pesar del éxodo quedaron algunos colonos en Paraguay.

### Postguerra

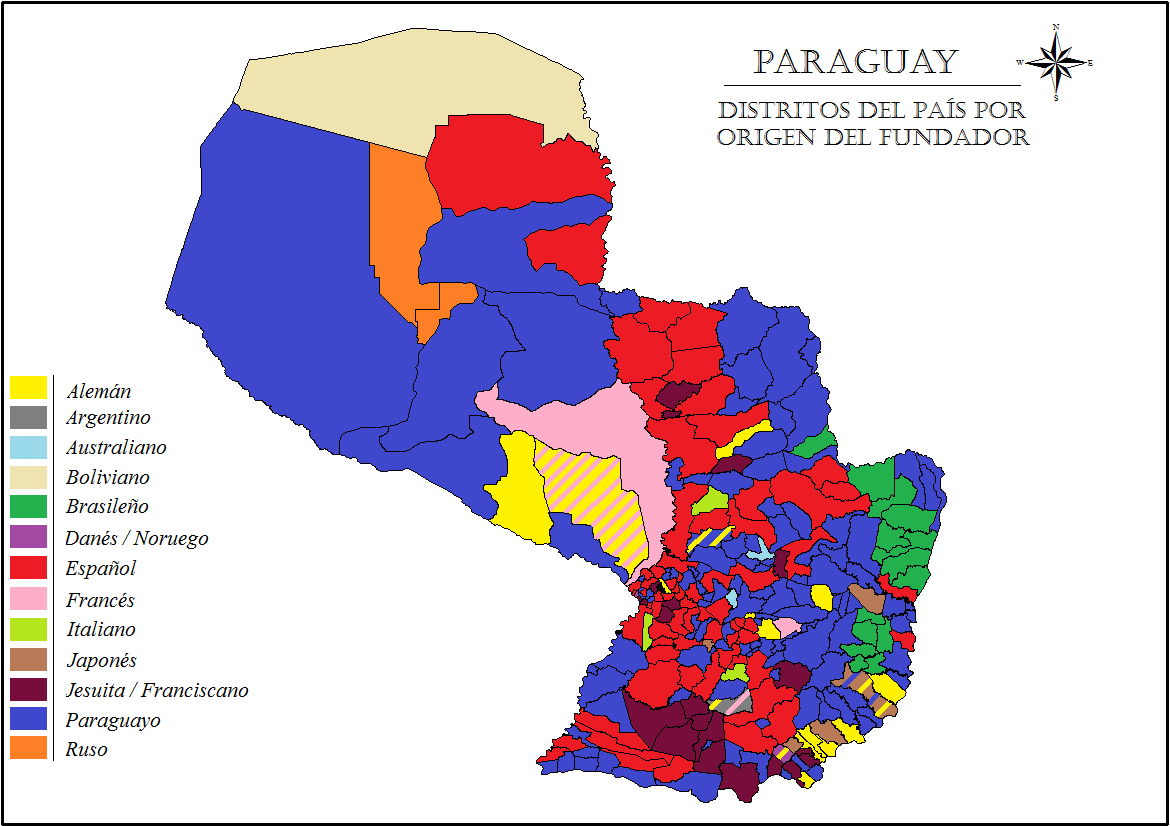
Distritos de Paraguay según el origen de sus fundadores.

Tras la guerra contra la Triple Alianza, el país quedó devastado y en gran medida despoblado en cuanto a hombres adultos se refieren, redundando en que la inmigración europea terminó por absorber a la población superviviente.
Debe de entenderse que gran parte de los pocos miles de inmigrantes que ingresaron al país tras guerra en su mayoría se casaron con paraguayas, en su mayoría indígena-mestizas, quienes conservaron varias de las tradiciones de su sociedad como el uso del idioma guaraní, haciéndose muy importante el rol de la mujer en una sociedad que terminó por volverse bastante matriarcal.
La inmigración en la postguerra de Paraguay se inicia con una serie de proyectos, uno de los cuales fuera el de desarrollo de los Lincolnshire Farmers (1870-1873), con la inmigración europea a los países del Río de la Plata durante la segunda mitad del siglo xix, aquel proyecto consistió esencialmente en el afianzamiento de la economía exportadora de productos primarios, integrada efectivamente al mercado mundial.
De este contingente sólo llegaría al país una pequeña parte. Paralelamente, la región sur de Paraguay, que se hallaba en un total despoblamiento, comenzó a nutrirse con los inmigrantes provenientes de la provincia argentina de Corrientes. Según los Anuarios Estadísticos del Paraguay, entre 1880 y 1889 ingresaron 4895 argentinos y en menor proporción inmigrantes de otros países americanos, teniendo en cuenta que sólo vinieron 530 brasileños y 198 uruguayos. En el mismo período ingresaron un total de 2078 europeos y en  ínfima cantidad los asiáticos que sumaban 73. En todo caso, la recepción de inmigrantes en el país resulta irrelevante ante la que tuvieron Argentina, Brasil y Uruguay.

#### Inmigración repobladora

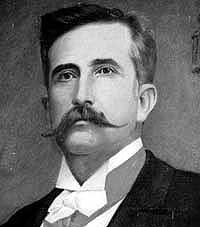
Emilio Aceval.

Después de una intensa campaña periodística a favor de la inmigración, fue promulgada la primera ley de inmigración y colonización, el 7 de junio de 1881. Esta ley autorizó al poder ejecutivo a establecer algunas colonias agrícolas con inmigrantes agricultores en tierras públicas o en propiedad de los particulares, no pobladas o cultivadas, aptas para la agricultura, y ubicadas preferentemente sobre los ríos. 

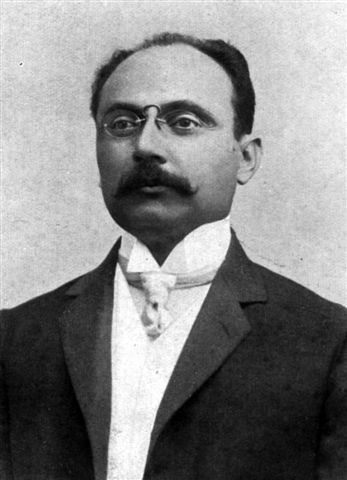
Cecilio Báez.

Así mismo, reorganizó la Oficina de Inmigración, creada en 1872 como Departamento General de Inmigración, que debía promover la llegada de inmigrantes agricultores y atender la elección de los terrenos destinados a colonias. Finalmente, esta oficina quedó adscripta al Ministerio de Relaciones Exteriores, bajo el nombre de Departamento General de Inmigración en 1888. 
El Estado paraguayo concedió a los inmigrantes considerables beneficios, uno de ellos fue la entrega de 16 cuadras de tierra a cada agricultor. A esto se agregó la exoneración de impuestos por 10 años, liberación de derecho de importación a las pertenencias particulares y de trabajo, pasaje gratuito desde el lugar de embarque hasta la futura colonia, alimentación y albergue durante seis meses, prorrogable por otros seis meses más, herramientas de labranza, animales y semillas gratuitas por el mismo período de tiempo.
A pesar de esta serie de beneficios muchos de los inmigrantes volvieron a abandonar el país. A fines de la década del 1890, el establecimiento de los colonos franceses en Yegros acabó en un fracaso siendo repatriados 300 de ellos, la colonia Trinacria tuvo el mismo desenlace, abandonaron la colonia 6000 italianos. Problemas probablemente vinculados a esta situación de deserción de migrantes europeos4, indujo al gobierno de Juan B. Egusquiza a promulgar una ley de amnistía para ellos.
Durante la presidencia de Emilio Aceval (1898-1902), se dictó una ley de hogar destinada a dar tierras a las familias más carenciadas. En 1904, el 25 de junio, se promulgó la ley conocida con el nombre de ley de colonización y del hogar. También, en este año se acució una crisis política arrastrada desde hace años, que duró cuatro meses; inmediatamente después llegaron capitales extranjeros al país para levantar la economía. La crisis política persistió. 
En este ambiente, el nuevo presidente, Cecilio Báez (1905-1906), preocupado por la situación, optó por apelar a la inmigración extranjera europea como único recurso para el repunte de la economía, para la extensión de la agricultura y el fortalecimiento de las incipientes industrias; la posesión de la tierra era la dádiva para iniciar la colonización. Teóricamente, la política oficial estaba encaminada a una inmigración selectiva de agricultores, pero la misma fue en definitiva ineficiente.
A pesar de todos estos esfuerzos, el número de inmigrantes que llegó a Paraguay fue bastante escaso, en particular durante los primeros años de la postguerra, lo que reduce su aportación al conjunto nacional.
En el siguiente cuadro se indica el número de inmigrantes que ingresaron a Paraguay entre 1870 y 1959.
| Origen                 | 1870-1879 | 1880-1889 | 1890-1899 | 1900-1909 | 1910-1919 | 1920-1929 | 1930-1939     | 1940-1949 | 1950-1959     |
| ---------------------- | --------- | --------- | --------- | --------- | --------- | --------- | ------------- | --------- | ------------- |
| Paraguayos repatriados | 0         | 0         | 0         | 51        | 193       | 105       | 111           | 0         | 0             |
| Argentina              | 0         | 4895      | 18        | 364       | 1122      | 100       | 141           | 512       | 2036          |
| Brasil                 | 0         | 530       | 0         | 29        | 44        | 0         | 12            | 77        | 474           |
| Uruguay                | 0         | 198       | 0         | 59        | 68        | 40        | 12            | 43        | 188           |
| Bolivia                | 0         | 0         | 0         | 4         | 0         | 0         | 8             | 13        | 75            |
| EE. UU.                | 0         | 0         | 6         | 37        | 3         | 35        | 9             | 60        | 385           |
| Canadá                 | 0         | 0         | 0         | 0         | 0         | 1         | 0             | 20        | 99            |
| Otros de América       | 0         | 0         | 0         | 2         | 4         | 0         | 5             | 36        | 136           |
| Total América          | 0         | 5623      | 24        | 546       | 1434      | 281       | 298           | 671       | 3393          |
| Italia                 | 0         | 824       | 251       | 1115      | 973       | 37        | 41            | 238       | 580           |
| España                 | 0         | 321       | 9         | 809       | 1494      | 37        | 73            | 159       | 1287          |
| Francia                | 0         | 228       | 10        | 124       | 111       | 15        | 109           | 63        | 148           |
| Reino Unido            | 800       | 39        | 28        | 35        | 31        | 9         | 8             | 84        | 160           |
| Alemania               | 0         | 467       | 11        | 479       | 811       | 814       | 1038          | 186       | 661           |
| Austria                | 0         | 0         | 1         | 122       | 318       | 137       | 533           | 50        | 32            |
| Rusia                  | 0         | 53        | 0         | 99        | 252       | 46        | 515           | 288       | 319           |
| Bélgica                | 0         | 0         | 0         | 15        | 46        | 14        | 12            | 168       | 80            |
| Suiza                  | 0         | 0         | 3         | 22        | 85        | 137       | 96            | 30        | 38            |
| República Checa        | 0         | 0         | 0         | 0         | 0         | 44        | 527           | 126       | 90            |
| Polonia                | 0         | 0         | 0         | 0         | 0         | 34        | 8079          | 461       | 188           |
| Otros europeos         | 0         | 146       | 0         | 14        | 14        | 44        | 332           | 279       | 480           |
| Total Europa           | 800       | 2078      | 313       | 2834      | 4135      | 1368      | 11 363        | 2132      | 4063          |
| Siria El Líbano        | 0         | 0         | 0         | 0         | 0         | 2         | 52            | 17        | 75            |
| Otros de Medio Oriente | 0         | 0         | 0         | 15        | 4         | 2         | 2             | 3         | 0             |
| Total Medio Oriente    | 0         | 0         | 0         | 15        | 4         | 4         | 54            | 20        | 45            |
| Japón                  | 0         | 0         | 0         | 25        | 0         | 0         | 533           | 161       | 4085          |
| Otros orientales       | 0         | 73        | 78        | 0         | 127       | 0         | 0             | 18        | 72            |
| Total Lejano Oriente   | 0         | 73        | 78        | 0         | 127       | 0         | 0             | 18        | 72            |
| Menonitas              | 0         | 0         | 0         | 0         | 0         | 1876      | 381           | 4258      | 7             |
| Total inmigrantes      | 0 -800    | 4808-7774 | 415-3743  | 3420-7115 | 5700-6306 | 3264-3529 | 12 629-20 141 | 7280-7555 | 10 044-11 665 |
| Población paraguaya    | ?         | 239 774   | ?         | 490 719   | 651 040   | 843 905   | 987 824       | 1 259 826 | 1 816 890     |

La siguiente tabla nos muestra el número de inmigrantes ingresados según diversas fuentes.
| Fuente                                               | 1880-1889 | 1890-1899 | 1900-1909                                         | 1910-1919                                       | 1920-1929                                                  | 1930-1939                                            | 1940-1949                                    | 1950-1959                      | Total  |
| ---------------------------------------------------- | --------- | --------- | ------------------------------------------------- | ----------------------------------------------- | ---------------------------------------------------------- | ---------------------------------------------------- | -------------------------------------------- | ------------------------------ | ------ |
| Documentos de la Oficina de Inmigración 1881-1933    | 4810      | 3743      | 6924                                              | 6371                                            | 3392                                                       | 2870                                                 | -                                            | -                              | 28 114 |
| Memorias de la DGE de 1927                           | -         | -         | 4586                                              | 350                                             | 1106                                                       | -                                                    | -                                            | -                              | 6042   |
| R. Von Fischer                                       | -         | 1249      | 1465                                              | -                                               | -                                                          | -                                                    | -                                            | -                              | 2714   |
| Evaristo Zacarias Arza                               | 1119      | 1254      | 5043                                              | 3128                                            | -                                                          | 1000                                                 | -                                            | -                              | 11 544 |
| Memoria Anual de la Municipalidad de Asunción (1899) | -         | 337       | -                                                 | -                                               | -                                                          | -                                                    | -                                            | -                              | 337    |
| Anuario Estadístico (con año de edición)             | -         | -         | 1840 (1906-07) 634 (1914) 0 (1915-16) 1658 (1917) | 4696 (1914) 4644 (1915) 4942 (1916) 5686 (1917) | -                                                          | -                                                    | -                                            | -                              | -      |
| Memoria de la DGE hasta 1935 (con año de edición)    | -         | -         | 5210 (1927)                                       | 6306 (1927)                                     | 2720 (1927) 3124 (1928) 3408 (1929; 30; 31) 1720 (1932-35) | 849 (1930-31) 3339 (1932) 3484 (1933-34) 4606 (1935) | -                                            | -                              | -      |
| Memoria de la DGE 1936-1939 (con año de edición)     | -         | -         | -                                                 | -                                               | -                                                          | 5510 (1936) 9393 (1937) 14 428 (1938) 16 455 (1939)  | -                                            | -                              | -      |
| Anuario Estadístico                                  | -         | -         | -                                                 | -                                               | 3388 (1946-47)                                             | 16 933 (1940-41) 17 238 (1946-47)                    | 420 (1940-41) 3185 (1946-47) 6.164 (1948-53) | 3122 (1948-53) 9.021 (1954-59) | -      |
| OIM                                                  | 7886      | -         | -                                                 | -                                               | -                                                          | -                                                    | -                                            | -                              | -      |
| Lyra Pidoux (1975)                                   | 4808      | 3743      | 7115                                              | 6306                                            | 3264                                                       | 20 145                                               | 7555                                         | 10 044                         | 62 980 |

## Extranjeros radicados en Paraguay en la actualidad
Actualmente viven más de 400.000 extranjeros radicados en Paraguay. Los países con mayor nivel de inmigración en Paraguay son de:
| País de origen    | Población |
| ----------------- | --------- |
| 1.º Brasil        | 332.042   |
| 2.º Argentina     | 89.422    |
| 3.º Corea del Sur | 23.996    |
| 4.º Taiwán        | 15.000    |
| 5.º Líbano        | 15.000    |
| 6.º Venezuela     | 5.800     |
| 7.º Chile         | 4.700     |
| 8.º Bolivia       | 2.600     |
| 9.º Colombia      | 1.450     |